# Версаль (Міссурі)
Версаль (англ. Versailles) — місто (англ. city) в США, в окрузі Морган штату Міссурі. Населення — 2482 особи (2010).

## Географія
Версаль розташований за координатами 38°26′0″ пн. ш. 92°50′45″ зх. д. / 38.43333° пн. ш. 92.84583° зх. д. (38.433372, -92.845857).  За даними Бюро перепису населення США в 2010 році місто мало площу 6,04 км², з яких 6,03 км² — суходіл та 0,01 км² — водойми.

## Демографія
Згідно з переписом 2010 року, у місті мешкали 2482 особи в 1034 домогосподарствах у складі 590 родин. Густота населення становила 411 особа/км².  Було 1201 помешкання (199/км²).
Расовий склад населення:
| - 92,4 % — білих - 2,8 % — чорних або афроамериканців - 0,8 % — корінних американців - 0,3 % — азіатів - 1,1 % — осіб інших рас |

До двох чи більше рас належало 2,6 %. Частка іспаномовних становила 3,1 % від усіх жителів.
За віковим діапазоном населення розподілялося таким чином: 22,8 % — особи молодші 18 років, 54,8 % — особи у віці 18—64 років, 22,4 % — особи у віці 65 років та старші. Медіана віку мешканця становила 40,9 року. На 100 осіб жіночої статі у місті припадало 90,5 чоловіків;  на 100 жінок у віці від 18 років та старших — 85,2 чоловіків також старших 18 років.
Середній дохід на одне домашнє господарство  становив 37 869 доларів США (медіана — 26 055), а середній дохід на одну сім'ю — 38 129 доларів (медіана — 25 776). Медіана доходів становила 30 766 доларів для чоловіків та 24 901 долар для жінок. За межею бідності перебувало 31,8 % осіб, у тому числі 39,3 % дітей у віці до 18 років та 20,0 % осіб у віці 65 років та старших.
Цивільне працевлаштоване населення становило 965 осіб. Основні галузі зайнятості: освіта, охорона здоров'я та соціальна допомога — 29,9 %, виробництво — 21,2 %, роздрібна торгівля — 14,7 %, мистецтво, розваги та відпочинок — 13,9 %.